# Nosodendron grande
Nosodendron grande är en skalbaggsart som först beskrevs av Edmund Reitter 1881.  Nosodendron grande ingår i släktet Nosodendron och familjen almsavbaggar. Inga underarter finns listade i Catalogue of Life.